# フィーバーセブンミッション
フィーバーセブンミッションは、2002年2月にSANKYOが発売した、ハードなスナイパーの世界を描いたパチンコ機のシリーズ名。
CRフィーバーセブンミッションSPとCRフィーバーセブンミッションGP、フィーバーセブンミッションDXの3機種がある。

## 概要
ドラム型のデジパチ。鮮やかな光と音にシンクロする回胴演出が本機最大の特徴となっており、大型のリールにはブラックリールが採用されている。
コマ送りや高速回転、フラッシュに消灯、逆回転、左右リールが同調するなど千変万化のアクションを見せる。

大当たり図柄は全8種類あり、有効ラインは5ラインとなっている。確変搭載タイプのCR機2種と、時短搭載タイプの現金機1種がシリーズ機として発売された。時短搭載のDXは、どの図柄で大当たりしても100回転の時短に突入する遊びやすいスペックとなっている。

本機には、チャンス目停止から発展するアクション「マグナム･ミッション」が搭載されている。過去に発売されたフィーバーセブンフラッシュに搭載されている「BJ（ブラックジャック）システム」も同様にチャンス目を用いた演出となっているが、本機のマグナム･ミッションは、チャンス目の有効ラインが増えてBJシステムをさらに進化させたものとなっている。

## スペック
- CRフィーバーセブンミッションSP[1]
  - 賞球数 5&12&15
  - 大当たり最高継続 15R（10カウント）
  - 大当たり確率 1/315.5
  - 確変中大当たり確率　1/63.1
  - 確変突入率　1/2
  - 確変期間　10000回転まで/リミッターなし
- CRフィーバーセブンミッションGP[1]
  - 賞球数 5&12&15
  - 大当たり最高継続 15R（9カウント）
  - 大当たり確率 1/309.5
  - 確変中大当たり確率　1/68.8
  - 確変突入率　1/2
  - 確変期間　10000回転まで/リミッターなし
- フィーバーセブンミッションDX
  - 賞球数 5&10&13
  - 大当たり最高継続 16R（10カウント）
  - 大当たり確率 1/228.5
  - 時短突入率　100%
  - 時短回数　全図柄100回

## 図柄
確変図柄
- 赤7
- 白7
- 男スパイ
- 女スパイ

通常図柄
- 赤丸
- 白丸
- 青丸
- 緑丸

## 演出
予告アクション
本機には、3系統6種類の予告が搭載されている。音と光のインパクトで期待度を演出している。
- ブレッド系予告
  - シングルブレッド

左リール停止直前に消灯。図柄が停止するときに銃声が聞こえる。出現率は高いが、リーチ確定ではない。
- - ダブルブレッド

シングルブレッド後に右リール停止直前に消灯。図柄が停止するときに2度目の銃声が聞こえる。リーチに必ず発展するチャンス予告となる。
- - フルオート

ダブルブレッド後に再び銃声が鳴り、全てのリールがフラッシュする。出現率は低いが、大当たり信頼度の高い激アツ予告である。
- - サイレンサー

3回目の銃声後、全てのリールがフラッシュした後に全消灯する。発生した時点で大当たり確定となるプレミアム予告である。
- ガン&ヘリコプター

変動開始時に銃声が鳴り響き、ヘリコプターの飛行音が聞こえる。リーチ確定演出ではないが、リーチ発展時には信頼度が高くなるチャンスアップ演出となる。
- エクスプロージョン

変動直後に激しい爆発音と全リールがフラッシュする。野太い声で「FEVER!!」と祝福してくれる大当たり確定のプレミアム予告。出現率は低い。

リーチアクション
リーチアクションは、3系統9種類の演出が搭載されており、発展した時点で大当たりが確定するものもある。
- - ノーマルリーチ

左リールと右リールが停止後に、中リールがスロー移行し、銃声とともに停止する。ハズレ後に発展するパターンもある。
- - ハイスピードリーチ

リーチ後に中リールが高速回転を始める。途中で再びゆっくりになればロングリーチ発展となる。
- - ロングリーチ

ハイスピードリーチ後にサウンドが変化し、中リールの速度がノーマルリーチの時と同じ速さになる。2段階での大当たりとなるパターンも存在する。
- ステップ部隊
  - ステップリーチ

ノーマルリーチ中に中出目が大当たり図柄の2図柄（4コマ）前で停止時に発展することがある。ステップリーチに発展したら、そこからコマ送りで図柄が進んでいく。
- - ステップダウンリーチ

ステップリーチから発展。大当たり図柄の1コマ前から、ステップリーチの時のコマ送りがさらに小刻みになり、図柄が進んでいく。ステップリーチよりも信頼度は大幅にアップする。
- - マシンガンステップリーチ

ステップリーチで大当たり図柄を通り過ぎてから発展。図柄がマシンガン音とともに小刻みに戻ってくるアクションを見せる。大当たり信頼度も高い激アツリーチである。
- 特殊部隊
  - クロスリーチ

ノーマルリーチの中出目が中段でハズレ後、左右のリールが再始動する。左リールが上方向に回転し、右リールは下方向に回転する。
2周目まで発展するパターンもあり、大当たり信頼度の高いアクションとなっている。
- - プレスリーチ

ダブルラインでリーチになった時、大当たり図柄が上段か下段に止まった場合に発展の可能性がある。左リールが上方向に回転し、中右リールが同調して下方向に回転する。
プレスリーチで大当たりする時は、必ず中段で図柄が揃う。
- - マグナムショックリーチ

通常なら左から停止するリールが、変動中に全てのリールが突然同時に中段に停止する。確変大当たり確定のプレミアム演出となる。

マグナム･ミッション
ドラム停止時に特定出目のチャンス目が停止すると発動することがある。マグナム･ミッションが発動すると、光と音とともに波打つアクションが始まる。
同一保留内で最大4回連続することがあり、続けば続くほど期待度もアップする。2回目で止まることが多いが、3回目まで継続した場合はスーパーリーチ発展が確定し、4回目まで継続した場合は大当たり確定のマグナムラッシュに突入する。
チャンス目には3通りの停止パターンがあり、5ラインで有効になるので全109通りの出目が存在する。図柄の形状に関係なく、同じ色がライン上に並ぶ「同色一直線型」、四角･丸･7といった図柄の形が同じものが並ぶ「同型一直線型」、確変図柄だけが並ぶ「確変一直線型」の3パターン存在する。
チャンス目の中には停止した時点で大当たり確定となる出目も存在する。

チェンジミッション
通常図柄で大当たりした時に必ず発生する再抽選アクション。消灯したままリールが回転し、確変図柄に昇格することがある。
演出時にリールが青くフラッシュする「トリプルフラッシュ」が発生すれば確変昇格確定のプレミアムパターンとなる。

小当たり&電チュー
確変中は電チュー狙いの止め打ちで出玉の減少を抑えることが可能である。

- 確変中の止め打ち手順

1. 小デジタル回転で打ち出しを停止
2. 3秒待ってから打ち出し開始
3. 2回目の電チュー開放で打ち出しを停止
4. 以後、繰り返し

|                    | 通常時    | 確変中    |
| ------------------ | --------- | --------- |
| 小当たり確率       | 10/11     | 10/11     |
| 小デジタル回転時間 | 29.2秒    | 5.1秒     |
| 電チュー開放時間   | 0.2秒 1回 | 1.8秒 2回 |

時間短縮機能
メインデジタルの回転時間は、保留が0〜3の状態で消化した場合は約11.3秒で、保留が4の状態で消化した場合は約5.2秒と短縮される。
デジタルの時短は保留4時のみだが、保留が3つ貯まった時点で止め打ちをしないと無駄玉も多くなる。